# Радичівська сільська рада (Коропський район)
Ра́дичівська сільська́ ра́да — адміністративно-територіальна одиниця та орган місцевого самоврядування в Коропському районі Чернігівської області. Адміністративний центр — село Радичів.

## Загальні відомості
- Територія ради: 41,092 км²
- Населення ради: 804 особи (станом на 2001 рік)

Радичівська сільська рада зареєстрована 1928 року. Стала однією з 25-ти сільських рад Коропського району і одна з 8-ми, яка складається з одного населеного пункту.
На території сільради діє Радичівська ЗОШ І-ІІІ ст. та Радичівський ДНЗ.

## Населені пункти
Сільській раді підпорядковані населені пункти:
- с. Радичів

## Склад ради
Рада складається з 16 депутатів та голови.
- Голова ради: Коляда Микола Іванович
- Секретар ради: Сурай Наталія Петрівна

### Керівний склад попередніх скликань
| Прізвище, ім'я, по батькові | Основні відомості                                                                     | Дата обрання | Дата звільнення |
| --------------------------- | ------------------------------------------------------------------------------------- | ------------ | --------------- |
| Коляда Микола Іванович      | Сільський голова, 1954 року народження, освіта вища, член Української Народної Партії | 26.03.2006   | 31.10.2010      |
| Коляда Микола Іванович      | Сільський голова, 1954 року народження, освіта вища, член Української Народної Партії | 31.10.2010   |                 |

Примітка: таблиця складена за даними сайту Верховної Ради України

### Депутати
За результатами місцевих виборів 2010 року депутатами ради стали:

#### За суб'єктами висування
| Суб'єкт висування                 | Кількість обраних депутатів | %    |
| --------------------------------- | --------------------------- | ---- |
| Самовисування                     | 5                           | 31,3 |
| Українська Народна Партія         | 4                           | 25   |
| Партія регіонів                   | 3                           | 18,8 |
| Народна партія                    | 2                           | 12,5 |
| Політична партія «Сильна Україна» | 2                           | 12,5 |

#### За округами
| № округу                          | Прізвище, ім'я, по батькові    | Дата визнання обраним | Освіта             | Партійна приналежність                        | Відомості про обраного депутата                  |
| --------------------------------- | ------------------------------ | --------------------- | ------------------ | --------------------------------------------- | ------------------------------------------------ |
| Народна Партія                    |                                |                       |                    |                                               |                                                  |
| 3                                 | Сурай Наталія Петрівна         | 01.11.2010            | середня спеціальна | член Народної партії                          | Радичівськасільська рада, секретарсільської ради |
| 8                                 | Колотуша Валентина Миколаївна  | 01.11.2010            | вища               | член Народної партії                          | Радичівська сільська рада, головний бухгалтер    |
| Партія регіонів                   |                                |                       |                    |                                               |                                                  |
| 1                                 | Сурай Володимир Федорович      | 01.11.2010            | вища               | член Партії регіонів                          | тимчасово не працює                              |
| 2                                 | Губаренко Ніна Миколаївна      | 01.11.2010            | середня спеціальна | член Партії регіонів                          | Бібліотека, бібліотекар                          |
| 11                                | Семченко Антоніна Степанівна   | 01.11.2010            | середня спеціальна | член Партії регіонів                          | Радичівський БК, директор                        |
| Політична партія «Сильна Україна» |                                |                       |                    |                                               |                                                  |
| 12                                | Ященко Володимир Петрович      | 01.11.2010            | вища               | член Політичної партії «Сильна Україна»       | тимчасово не працює                              |
| 14                                | Коструб Лариса Михайлівна      | 01.11.2010            | середня спеціальна | член Політичної партії «Сильна Україна»       | Радичівський ФП, завідувачка                     |
| Українська Народна Партія         |                                |                       |                    |                                               |                                                  |
| 5                                 | Никипорець Олена Іванівна      | 01.11.2010            | вища               | член Української Народної Партії              | тимчасово не працює                              |
| 6                                 | Колесник Михайло Іванович      | 01.11.2010            | середня спеціальна | член Української Народної Партії              | Радичівська загальноосвітня школа, кочегар       |
| 7                                 | Никипорець Ніна Миколаївна     | 01.11.2010            | вища               | член Української Народної Партії              | магазин, продавець                               |
| 13                                | Карпенко Михайло Федорович     | 01.11.2010            | вища               | член Української Народної Партії              | тимчасово не працює                              |
| Самовисування                     |                                |                       |                    |                                               |                                                  |
| 4                                 | Бордюк Денис Володимирович     | 01.11.2010            | середня            | позапартійний                                 | приватний підприємець                            |
| 9                                 | Никипорець Михайло Миколайович | 01.11.2010            | вища               | позапартійний                                 | Мезинсь-кий НПП, інспектор                       |
| 10                                | Сикальчук Віктор Михайлович    | 01.11.2010            | вища               | член Всеукраїнського об'єднання «Батьківщина» | Радичівська загальноосвітня школа, водій         |
| 15                                | Сапон Світлана Михайлівна      | 01.11.2010            | вища               | член Всеукраїнського об'єднання «Батьківщина» | магазин, продавець                               |
| 16                                | Никипорець Григорій Михайлович | 01.11.2010            | середня            | позапартійний                                 | Мезинсь-кий НПП, інспектор                       |